# جوان إيكن
 جوان ديلانو أيكن عضو في النظام الإمبراطوري البريطاني (MBE) (بالإنجليزية: Joan Delano Aiken) (ولدت في 4 سبتمبر 1924- توفيت 4 يناير 2004) كانت كاتبة إنجليزية متخصصة في الخيال الخارق للطبيعة وروايات تاريخية بديلة للأطفال. في عام 1999، تم منحها وسام الإمبراطورية البريطانية (MBE) تقديراً لخدماتها في مجال أدب الأطفال. عن كتاب The Whispering Mountain الذي نشره جوناثان كيب في عام 1968، فازت
بالجائزة الأدبية لرواية الأطفال (Guardian Children's Fiction) وهي جائزة كتاب، تم تحكيمها من قبل لجنة من كتاب الأطفال البريطانيين وكانت من بين المرشحين لجائزة  ميدالية كارنيجي من جمعية المكتبات، والتي تكرم أفضل كتاب للأطفال من تأليف كاتب بريطاني في العام. فازت بجائزة إدغار آلان بو لعام 1972 عن روايتها سقوط الليل Night Fall.

## السيرة الذاتية
ولدت آيكن في شارع ميرميد في مدينة راي في مقاطعة ساسكس في 4 سبتمبر 1924.والدها كان الشاعر الأمريكي كونراد آيكن الحائز على جائزة بوليتزر(1889-1973).
شقيقها الأكبر كان الكاتب والكيميائي الباحث جون آيكن (1913-1990)، وشقيقتها الأكبر كانت الكاتبة جين آيكن هودج (1917-2009).
أمهم، جيسي ماكدونالد، وُلدت في كندا (1889-1970)، كانت خريجة ماجستير من كلية رادكليف، كامبريدج، ماساتشوستس.زواج جيسي وكونراد تم انهائه في عام 1929، وتزوجت جيسي الكاتب الإنجليزي مارتن أرمسترونغ في عام 1930.تزوج كونراد آيكن مرتين أخريين بعد ذلك.مع شقيقها جون وشقيقتها جين، كتبت جوان إيكين كتاب Conrad Aiken Remembered  (1989)، وهو كتاب قصير يعبر عن تقديرهم لوالدهم. درست أَيكِن على يد والدتها حتى سن الاثنتي عشرة، ومن عام 1936 إلى عام 1940 في مدرسة Wychwood للبنات في شمال أكسفورد.
لم تلتحق بالجامعة. بدأت أيكن في كتابة القصص في سن مبكرة، وأكملت أول رواية طويلة لها عندما كانت في السادسة عشرة من عمرها، وقبلت أول قصة قصيرة لها للنشر عندما كانت في السابعة عشرة من عمرها.[بحاجة لمصدر] في عام 1941، تم بث أول قصة للأطفال لها على قناة هيئة الإذاعة البريطانية البي بي سي BBC's على برنامج Children's Hour. عملت آيكن في مركز الأمم المتحدة للإعلام UNIC في لندن بين عامي 1943 و1949. في سبتمبر 1945، تزوجت من رونالد جورج براون، وهو صحفي كان يعمل أيضًا في وكالة الأمم المتحدة للإعلام UNIC.أنجبا طفلين قبل وفاته في عام 1955. بعد وفاة زوجها، انضمت إيكن إلى مجلة أرجوسي Argosy حيث عملت في مجموعة من الوظائف التحريرية المختلفة، وقالت فيما بعد إنها تعلمت مهنتها ككاتبة هناك. كانت هذه المجلة واحدة من العديد من المجلات التي نشرت فيها قصصًا قصيرة بين عامي 1955 و1960. خلال هذه الفترة، نشرت أيضًا أول مجموعتين لها من قصص الأطفال وبدأت العمل على رواية للأطفال، بعنوان "بوني جرين" في البداية، والتي نُشرت لاحقًا في عام 1962 بعنوان "مطاردة ذئاب ولوباي". بحلول ذلك الوقت، كانت قادرة على الكتابة بدوام كامل من المنزل، حيث أنتجت كتابين أو ثلاثة كتب في السنة لبقية حياتها، بشكل رئيسي كتب الأطفال والروايات المثيرة، بالإضافة إلى العديد من المقالات والمقدمات والمحادثات حول أدب الأطفال وأعمال جين أوستن.

## الحياة الشخصية ووفاتها
تزوجت إيكن زواجًا ثانيًا من فنان ومدرس فنون من نيويورك يُدعى يوليوس غولدستين (توفي عام 2001) في عام 1976. قضوا وقتهما بين منزلها في هيرميتاغ في بيتورث مقاطعة ساسكس ومدينة نيويورك الأم التي ولد فيها. في سبتمبر 1999، تم تكريمها كعضو في وسام الإمبراطورية البريطانية. توفيت إيكن في منزلها عن عمر يناهز 79 عامًا في عام 2004. تركت طفليها وراءها.

## روابط خارجية
- جوان إيكن على موقع IMDb (الإنجليزية)
- جوان إيكن على موقع الموسوعة البريطانية (الإنجليزية)
- جوان إيكن على موقع مونزينجر (الألمانية)
- جوان إيكن على موقع ميوزك برينز (الإنجليزية)
- جوان إيكن على موقع ديسكوغز (الإنجليزية)
- جوان إيكن على موقع قاعدة بيانات الفيلم (الإنجليزية)